# Lago Limingen
Il lago Limingen è un lago della contea di Trøndelag, in Norvegia situato al confine tra i comuni di Røyrvik e Lierne
Ha una superficie di circa 93,5 km² per una profondità massima di 192 m. Si trova a nord del più grande Tunnsjøen. Il livello delle acque del lago è regolato da dighe e può variare anche di 10 m.